# Boiets Kuznetsov
Boiets Kuznetsov (en rus: Боец Кузнецов) és un poble (un possiólok) del krai de Primórie, a l'Extrem Orient de Rússia, que en el cens del 2010 tenia 730 habitants.